# Modryniec
Modryniec (ukr. Модринець) – wieś w Polsce położona w województwie lubelskim, w powiecie hrubieszowskim, w gminie Mircze. Leży przy drodze wojewódzkiej nr 844
| SIMC    | Nazwa             | Rodzaj    |
| ------- | ----------------- | --------- |
| 0895184 | Modryniec-Kolonia | część wsi |

W latach 1975–1998 miejscowość administracyjnie należała do województwa zamojskiego. 
Wieś stanowi sołectwo gminy Mircze. Według Narodowego Spisu Powszechnego (III 2011 r.) liczyła 451 mieszkańców i była piątą co do wielkości miejscowością gminy.
Wierni Kościoła rzymskokatolickiego należą do parafii Zmartwychwstania Pańskiego w Mirczu.

## Historia
W 1439 r. książę bełski Kazimierz I nadał wieś i prawo pobierania tamtejszego cła Boguszowi i Piotrowi Słodzinie z Grabienie w ziemi zawkrzeńskiej, od których wywodził się niezbyt zamożny ród Modryńskich. W 1564 było tu 31/2 łana (58,8 ha) gruntów uprawnych. W 1581 r. dziedzic Cyriak Modryński wraz z 4 siostrami prowadził długotrwałe spory o granice wioski. W I połowie XVIII stulecia występowały tu części aż 17 różnych przedstawicieli rodu Modryńskich. Około połowy XVIII w. Olszewscy skupili wszystkie te cząstki i stali się właścicielami całości wsi. Od 1797 (według Chamerskiej tylko część wsi) do Milowiczów, w 1840 do Karola Milowicza ówczesnego hrubieszowskiego sędziego pokoju. Według spisu z 1827 r. wieś liczyła wówczas 71 domostw i 405 mieszkańców, zaś spis z r. 1921 wykazywał tu 74 domy oraz 466 mieszkańców, w tym 14 Żydów i aż 396 Ukraińców. Do XVII w. na gruntach Modryńca istniała również inna wieś o nazwie Żabokruki, która uległa wówczas zniszczeniu.

## Zabytki
- Podupadły obecnie park dworski stanowiący pozostałość po dworze szlacheckim z początku XIX stulecia. Dwór zniszczony podczas działań wojennych I wojny światowej.